# Miltochrista
Miltochrista este un gen de insecte lepidoptere din familia Arctiidae.

## Galerie

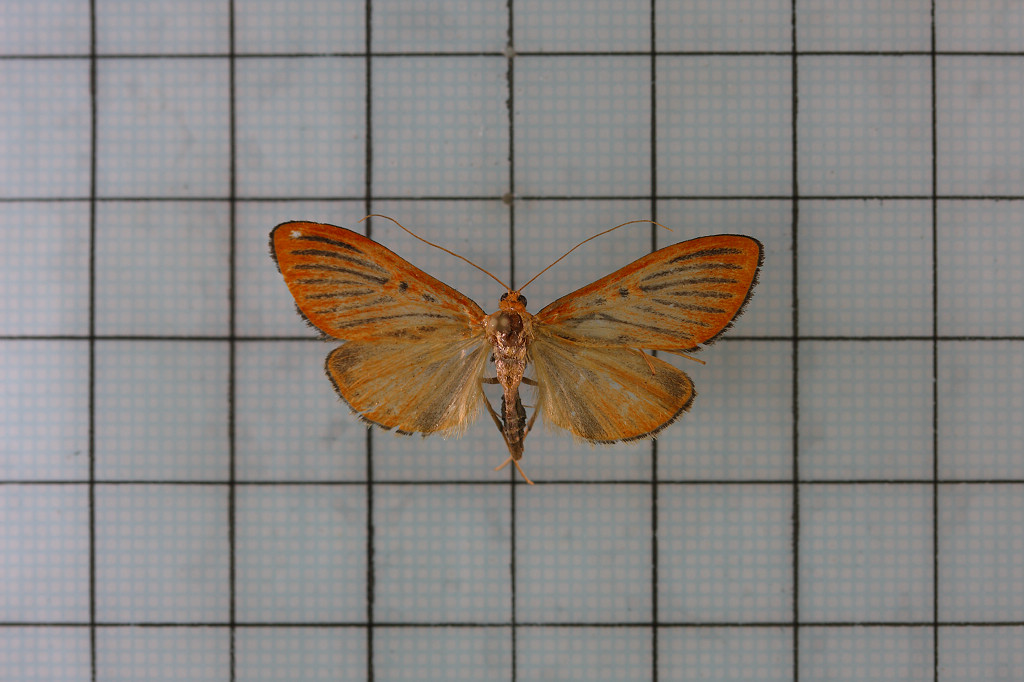

## Specii[1]
- Miltochrista aberrans
- Miltochrista apuncta
- Miltochrista askoldensis
- Miltochrista atuntseensis
- Miltochrista bivittata
- Miltochrista borneonicola
- Miltochrista calamina
- Miltochrista calliginoides
- Miltochrista cardinalis
- Miltochrista celebesa
- Miltochrista chi
- Miltochrista chinensis
- Miltochrista cinnabarina
- Miltochrista citrona
- Miltochrista coalescens
- Miltochrista coccinea
- Miltochrista coccineotermen
- Miltochrista collivolans
- Miltochrista complicata
- Miltochrista conchyliata
- Miltochrista confluens
- Miltochrista connexa
- Miltochrista convexa
- Miltochrista cornicornutata
- Miltochrista crocea
- Miltochrista crogea
- Miltochrista cruciata
- Miltochrista cruenia
- Miltochrista cuneonotatas
- Miltochrista curtisi
- Miltochrista danieli
- Miltochrista decussata
- Miltochrista defecta
- Miltochrista delicata
- Miltochrista delicia
- Miltochrista delineata
- Miltochrista dentata
- Miltochrista dentatelineata
- Miltochrista dentifasciata
- Miltochrista destrigata
- Miltochrista detracta
- Miltochrista dohertyi
- Miltochrista duopunctata
- Miltochrista eccentropis
- Miltochrista effasciata
- Miltochrista elongata
- Miltochrista epixantha
- Miltochrista erubescens
- Miltochrista erythropoda
- Miltochrista euprepia
- Miltochrista excelsa
- Miltochrista exclusa
- Miltochrista fasciata
- Miltochrista figuratus
- Miltochrista flammealis
- Miltochrista flava
- Miltochrista flavicolis
- Miltochrista flavicollis
- Miltochrista flavodiscalis
- Miltochrista flavoplagiata
- Miltochrista flexuosa
- Miltochrista formosana
- Miltochrista fukiensis
- Miltochrista fuscescens
- Miltochrista fuscozonata
- Miltochrista germana
- Miltochrista gilva
- Miltochrista gilveola
- Miltochrista gloriosa
- Miltochrista gratiosa
- Miltochrista gratissima
- Miltochrista hachijoensis
- Miltochrista hemimelaena
- Miltochrista hololeuca
- Miltochrista hypoprepioides
- Miltochrista ibarrae
- Miltochrista inaequidens
- Miltochrista indica
- Miltochrista indistincta
- Miltochrista inflexa
- Miltochrista inscripta
- Miltochrista intensa
- Miltochrista intermedia
- Miltochrista javana
- Miltochrista karenkensis
- Miltochrista karenkonis
- Miltochrista koshunica
- Miltochrista kuatunensis
- Miltochrista kulingensis
- Miltochrista kurilensis
- Miltochrista lanceolata
- Miltochrista limbata
- Miltochrista lineata
- Miltochrista linga
- Miltochrista longaria
- Miltochrista lucibilis
- Miltochrista lutea
- Miltochrista lutescens
- Miltochrista lutivittata
- Miltochrista maculifasciata
- Miltochrista magna
- Miltochrista meander
- Miltochrista mesortha
- Miltochrista mindorana
- Miltochrista minialis
- Miltochrista miniata
- Miltochrista moctans
- Miltochrista molliculana
- Miltochrista mosbacheri
- Miltochrista multidentata
- Miltochrista multistriata
- Miltochrista nigralba
- Miltochrista nigricirris
- Miltochrista nigrocincta
- Miltochrista obscura
- Miltochrista obsoleta
- Miltochrista ocellata
- Miltochrista okinawana
- Miltochrista orientalis
- Miltochrista pallida
- Miltochrista parameia
- Miltochrista perpallida
- Miltochrista phaeodonta
- Miltochrista phaeoxantha
- Miltochrista pica
- Miltochrista pilcheri
- Miltochrista plumbilineata
- Miltochrista porthesioides
- Miltochrista postnigra
- Miltochrista pretiosa
- Miltochrista proleuca
- Miltochrista prominens
- Miltochrista pulcherrima
- Miltochrista pulchra
- Miltochrista punicea
- Miltochrista quadrifasciata
- Miltochrista radians
- Miltochrista rhipiptera
- Miltochrista rhodina
- Miltochrista rivalis
- Miltochrista rosacea
- Miltochrista rosalia
- Miltochrista rosaria
- Miltochrista rosea
- Miltochrista roseata
- Miltochrista roseororatus
- Miltochrista rosistriata
- Miltochrista rothschildi
- Miltochrista rubicunda
- Miltochrista rubrata
- Miltochrista rubricostata
- Miltochrista rubriguttata
- Miltochrista rutila
- Miltochrista sanguinea
- Miltochrista sanguitincta
- Miltochrista sapporensis
- Miltochrista satakia
- Miltochrista sauteri
- Miltochrista scripta
- Miltochrista separans
- Miltochrista sequens
- Miltochrista shuotensis
- Miltochrista spilosomoides
- Miltochrista striata
- Miltochrista sumatrana
- Miltochrista syntypica
- Miltochrista takamukui
- Miltochrista tapaishanica
- Miltochrista terminifusca
- Miltochrista tibeta
- Miltochrista trigivenata
- Miltochrista tripartita
- Miltochrista trivittata
- Miltochrista tsinglingensis
- Miltochrista undulata
- Miltochrista vagilinea
- Miltochrista variata
- Miltochrista vepallida
- Miltochrista vetusta
- Miltochrista virginea
- Miltochrista yuennanensis
- Miltochrista zebrina
- Miltochrista ziczac